# Arshad Nadeem
Arshad Nadeem (panjabi: ارشد ندیم)  (Khanewal, 2 de gener de 1997) és un llançador de javelina pakistanès. És el vigent campió als Jocs Olímpics i va establir un rècord olímpic de la disciplina amb un llançament de 92.97 metres (305.0 ft) als Jocs Olímpics d'Estiu de 2024 a París. Un any abans, havia guanyat la medalla de plata al Campionat del Món d'atletisme de 2023.

## Biografia
Nadeem ha participat en dues olimpíades i va ser el primer pakistanès a classificar-se per a la final de qualsevol esdeveniment d'atletisme d'uns Jocs Olímpics (va ser 5è a Tòquio 2020) i d'uns Campionats del Món d'atletisme.
Als Jocs Olímpics d'Estiu de 2024 a París, Nadeem es va convertir en el primer atleta pakistanès a classificar-se per a la final d'una prova d'atletisme als Jocs Olímpics i a guanyar una medalla d'or olímpica. No només va aconseguir el títol de llançament de javelina masculí, sinó que va establir un nou rècord olímpic de 92,97 m a la final. L'anterior rècord olímpic era del noruec Andreas Thorkildsen, que va aconseguir 90,57 m als Jocs Olímpics de Pequín de 2008. El llançament de Nadeem és el sisè llançament més llarg de la història. Amb aquesta medalla, Nadeem va guanyar una medalla olímpica per al Pakistan després de 32 anys, l'última medalla havia estat aconseguida als Jocs Olímpics de Barcelona de 1992. També va ser la primera medalla d'or olímpica del Pakistan als Jocs Olímpics des de 1984.